# 수철리역
수철리역(水鐵里驛)은 서울특별시 성동구 금호동에 위치한 경원선의 철도역이었다.

## 연혁
- 1935년 1월 16일 : 무배치간이역으로 개역[1]
- 1944년 3월 31일 : 폐역[2]

## 자료 출처
1. ↑  1935년 1월 12일 조선총독부관보 고시 제 5호
2. ↑  1944년 3월 29일 조선총독부관보 고시 제 523호